# Li Cunxin

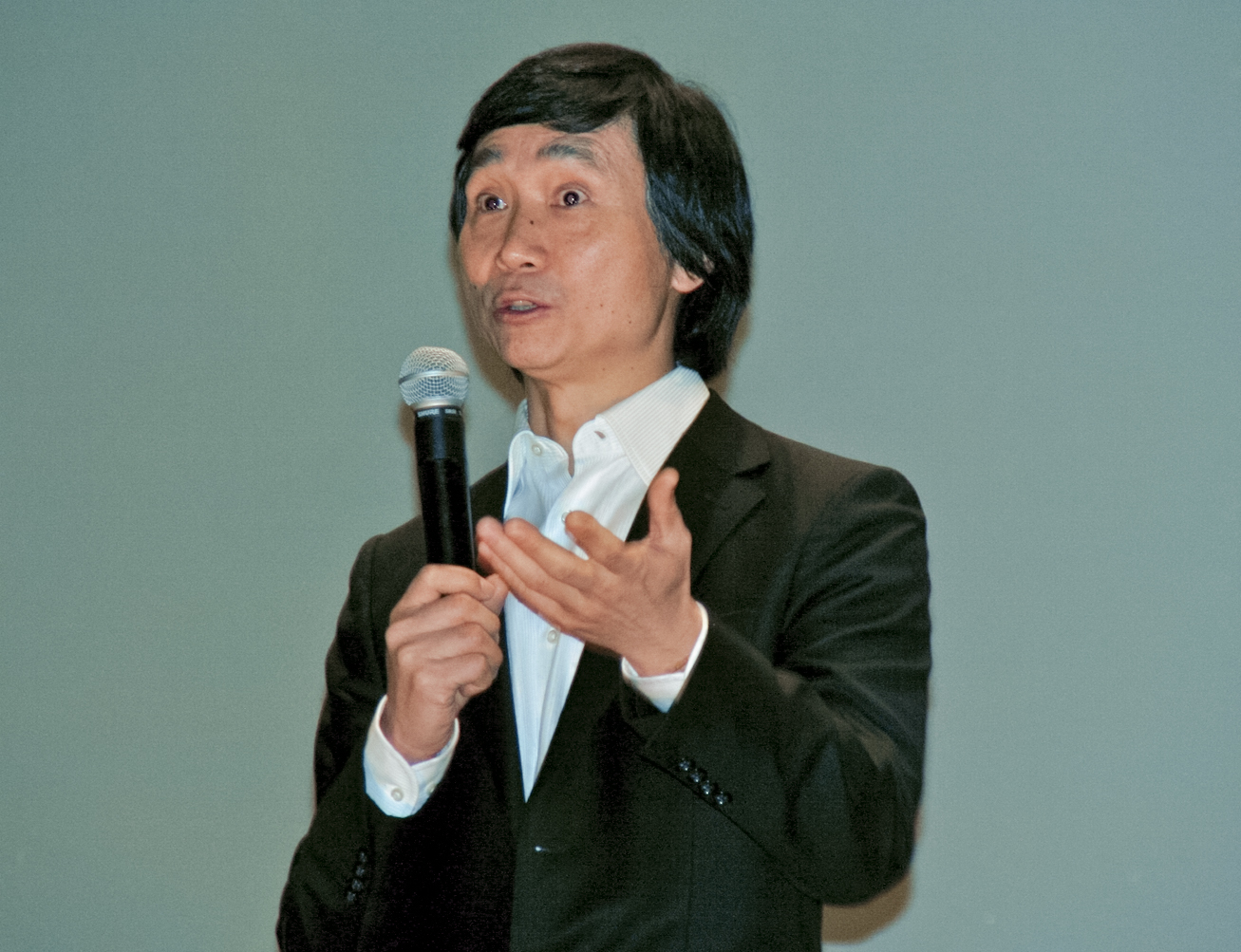
Li Cunxin em 2010.

Li Cunxin (Qingdao na província de Shandong, 26 de janeiro de 1961) é um bailarino chinês. Destacou-se, originando uma carreira internacional e é autor da autobiografia O Último Bailarino de Mao.

## Biografia
Li Cunxin teve uma infância pobre e não tinha quase nada que comer. Um dia, na escola, viu entrar um dos guardas de Mao em sua sala de aula que estavam seleccionando alunos com talento para ingressar na Academia De Dança de Pequim. Enquanto os alunos eram seleccionados, a sua professora o apontou para um dos guardas, que o aceitou.
Aos onze anos entrou para a Academia de Dança de Madame Mao e conheceu várias pessoas que o ajudaram a realizar seu sonho, como o professor Xiao, seu amigo apelidado por "Bandido" e vários outros.

## No Ocidente
Li Cunxin fora um dos dois alunos indicados para um treinamento intensivo de seis semanas nos Estados Unidos dentro da Houston Ballet Academy, onde conquistou a admiração dos ocidentais. Conquanto o governo chinês falasse dos Estados Unidos como uma terra de pobreza e decadência, Li viu o exato oposto e acabou se encantando. Percebera que fora enganado pela propaganda e toda a liberdade e riqueza prometidos na China eram falsos.
Casou-se com sua colega Elizabeth e tornou-se cidadão americano, desertando da China. Foi, então, perseguido pelas autoridades chinesas e proibido de voltar à sua terra natal e também de comunicar-se com seus professores, amigos e familiares. Muitos anos após se divorciar de Elizabeth, casou-se com Mary, seu par de dança. Dedicou-se com ainda mais afinco ao balé e participou de torneios internacionais, conquistando a fama em todo o mundo.